# Kotórz Mały
Kotórz Mały est une localité polonaise de la voïvodie et du powiat d'Opole.